# جورجينا برايشو
جورجينا ميغان برايشو (من مواليد 14 أكتوبر 1993) هي لاعبة رياضة تجديف بريطانية حصلت على الميدالية الذهبية في بطولة العالم للتجديف وعلى الميدالية الذهبية الأولمبية فازت بالميدالية الذهبية في سباقات التجديف الرباعية في دورة الألعاب الأولمبية الصيفية 2024 في باريس.
فازت بالميدالية الذهبية في سباقات الزوارق الرباعية في بطولة أوروبا للتجديف 2022.  تبع ذلك ميداليتين برونزيتين في بطولة العالم للتجديف 2022 وبطولة أوروبا للتجديف 2023، في بطولة العالم للتجديف 2023 في بلغراد، فازت بالميدالية الذهبية لبطولة العالم في سباقات الزوارق الرباعية مع لورين هنري وهانا سكوت ولولا أندرسون.